# Chiesa di San Rocco (Colorno)
La chiesa di San Rocco è un luogo di culto cattolico dalle forme neoclassiche, situato in via Vedole 24 a Vedole, frazione di Colorno, in provincia e diocesi di Parma; è sede di una parrocchia compresa nella zona pastorale della Bassa.

## Storia
Il luogo di culto fu eretto nella seconda metà del XV secolo; inizialmente dipendente dalla pieve di Colorno, nel 1581 fu elevato a sede parrocchiale autonoma.
Nel XVIII secolo la chiesa fu ristrutturata in stile neoclassico e ampliata, allungando la navata e aggiungendo le cappelle laterali.
In seguito, il campanile fu sopraelevato nel 1846 e nuovamente nel 1900.
Verso la metà del XX secolo il tempio fu parzialmente modificato, aggiungendo lo zoccolo e le cornici in travertino nella facciata e sostituendo la pavimentazione interna.
Tra il 2008 e il 2009 la chiesa fu interessata da lavori di rinforzo strutturale e di restauro.

## Descrizione

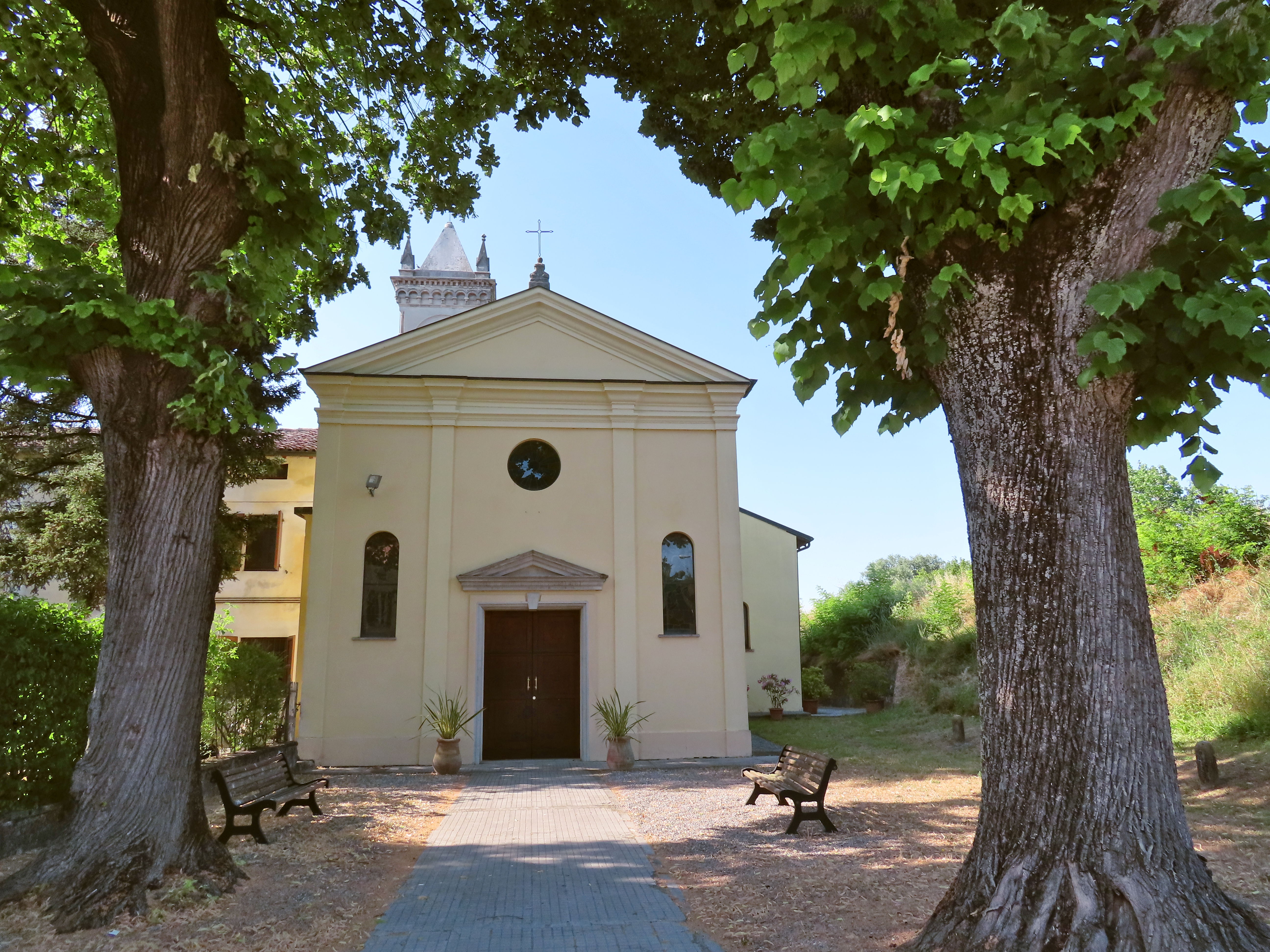
Facciata

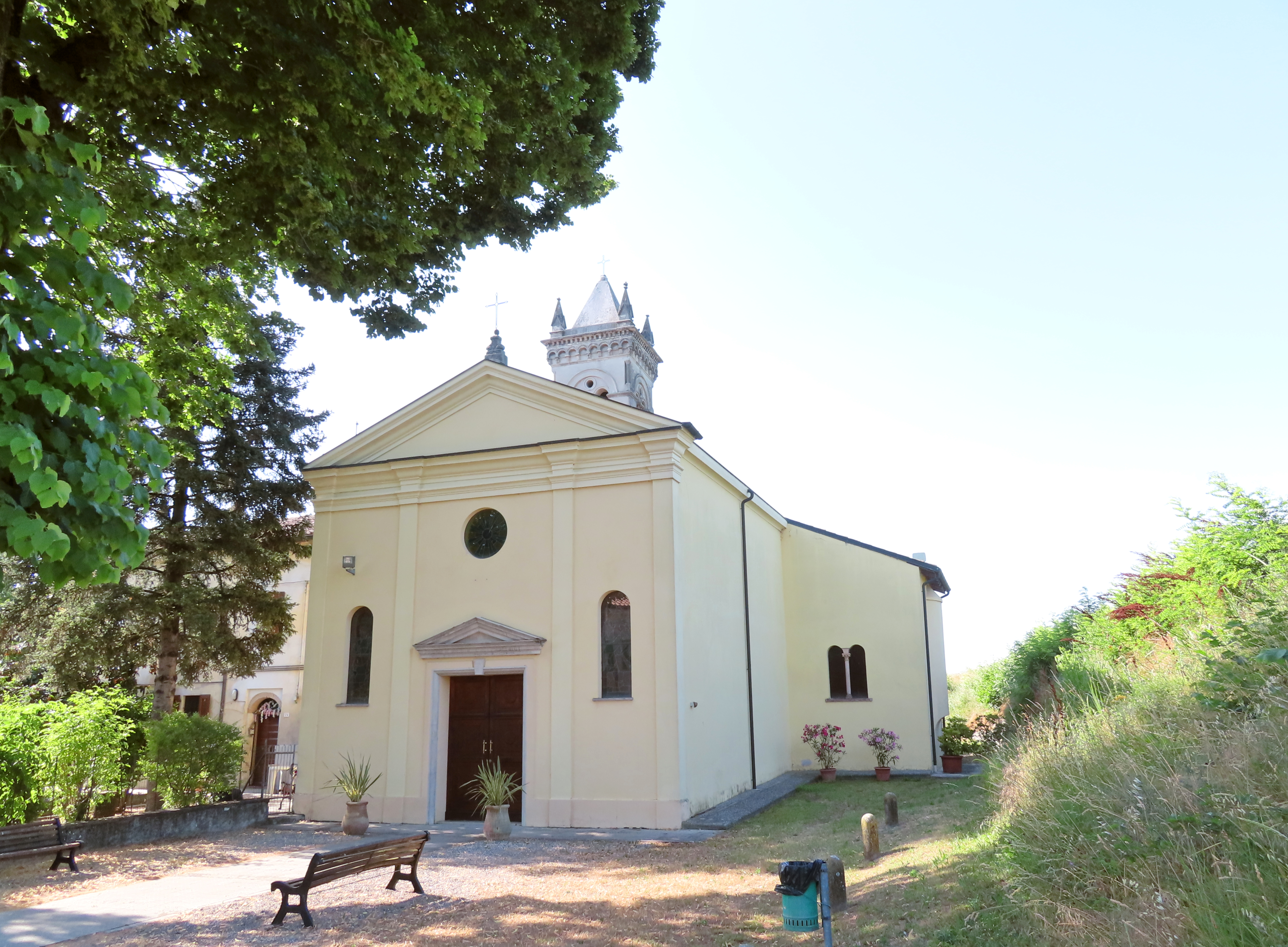
Facciata e lato est

La chiesa si sviluppa su un impianto a navata unica affiancata da una cappella per lato, con ingresso a sud e presbiterio a nord.
La simmetrica facciata a capanna, interamente intonacata, è tripartita da quattro lesene doriche; al centro è collocato l'ampio portale d'ingresso, delimitato da una cornice in travertino e sormontato da un frontone triangolare in rilievo; più in alto si apre un oculo, mentre ai lati sono poste due monofore ad arco a tutto sesto; a coronamento del prospetto si staglia un frontone triangolare, con cornice modanata in aggetto, su cui si eleva nel mezzo una croce metallica.
Dai lati aggettano i volumi delle cappelle e, sulla sinistra, degli edifici annessi; al termine del lato est si erge il campanile, la cui cella campanaria si affaccia sulle quattro fronti attraverso ampie bifore ad arco a tutto sesto scandite da colonnine in calcestruzzo; in sommità si allunga sopra a una fascia ad archetti pensili il cornicione, sormontato da quattro pinnacoli piramidali alle estremità; nel mezzo si erge un'aguzza guglia piramidale.
All'interno la navata, coperta da una volta a botte, è scandita lateralmente da una serie di lesene doriche, a sostegno del cornicione perimetrale in aggetto; sull'aula si affacciano attraverso ampie arcate ribassate le cappelle, contenenti rispettivamente gli altari dedicati alla Madonna e a sant'Antonio da Padova.
Il presbiterio, lievemente sopraelevato, è preceduto da una balaustra in marmi policromi e dall'arco trionfale ribassato, retto da due paraste doriche; l'ambiente, chiuso superiormente da due volte a crociera, accoglie nel mezzo l'altare maggiore marmoreo a mensa, aggiunto intorno al 1970.
La chiesa conserva un organo settecentesco, forse realizzato da Giovanni Cavalletti.